# Ben je in Rotterdam geboren
Ben je in Rotterdam geboren is een lied geschreven door Willy van Hemert (tekst) en Joop de Leur (muziek).
Het lied gaat over nostalgisch Rotterdam. Er wordt onder meer gerefereerd aan: 
- Desiderius Erasmus
- De straatjongen van Rotterdam Ketelbinkie
- Kralingen
- Westzeedijk
- Noordplein
- Katendrecht
- Coolsingel
- Hofplein
- Hoogstraat
- Goudsesingel
- Bombardement van Rotterdam.

Er zijn opnamen bekend van :
- Gerard Cox, B-kant van Neem de metro, mama!
- De Straatzangers, van EP Van straat en plein
- Kees Korbijn, van EP Vier populaire liedjes
- Krijsende Krengen, van het album De Erasmusbrug
- Henk Numeijer

Het lied verscheen op allerlei verzamelalbums soms gerelateerd aan Rotterdam, soms aan “oudere” Nederlandse liedjes.